# Bàng quang hoạt động quá mức
Bàng quang hoạt động quá mức (OAB) là tình trạng thường xuyên phải đi tiểu đến mức độ ảnh hưởng tiêu cực đến cuộc sống của một người. Nhu cầu đi tiểu thường xuyên có thể xảy ra vào ban ngày, ban đêm hoặc cả hai. Nếu có sự mất kiểm soát bàng quang thì nó được gọi là tiểu tiện không tự chủ. Hơn 40% những người có bàng quang hoạt động quá mức có thể không tự chủ. Ngược lại, khoảng 40% đến 70% tiểu không tự chủ là do bàng quang hoạt động quá mức. Bàng quang hoạt động quá mức không đe dọa đến tính mạng, nhưng hầu hết những người mắc bệnh này đều gặp vấn đề trong nhiều năm.
Nguyên nhân của bàng quang hoạt động quá mức là không rõ. Các yếu tố nguy cơ bao gồm béo phì, caffeine và táo bón. Bệnh tiểu đường được kiểm soát kém, di động chức năng kém và đau vùng chậu mãn tính có thể làm nặng thêm các triệu chứng. Mọi người thường có các triệu chứng trong một thời gian dài trước khi tìm cách điều trị và tình trạng này đôi khi được xác định bởi những người chăm sóc. Chẩn đoán dựa trên các dấu hiệu và triệu chứng của một người và yêu cầu các vấn đề khác như nhiễm trùng đường tiết niệu hoặc các tình trạng thần kinh phải được loại trừ. Lượng nước tiểu đi qua trong mỗi lần đi tiểu là tương đối nhỏ. Đau trong khi đi tiểu cho thấy có một vấn đề khác ngoài bàng quang hoạt động quá mức.
Điều trị cụ thể không phải lúc nào cũng được yêu cầu. Nếu cần thiết phải điều trị thì các bài tập sàn chậu, đào tạo bàng quang và các phương pháp hành vi khác được đề nghị ban đầu. Giảm cân ở những người thừa cân, giảm tiêu thụ caffeine và uống chất lỏng vừa phải cũng có thể có lợi ích. Các loại thuốc, điển hình là loại chống muscarin, chỉ được khuyến nghị nếu các biện pháp khác không hiệu quả. Chúng không hiệu quả hơn các phương pháp hành vi; tuy nhiên, chúng có liên quan đến tác dụng phụ, đặc biệt ở người lớn tuổi. Một số phương pháp kích thích điện không xâm lấn có vẻ hiệu quả trong khi chúng đang được sử dụng. Tiêm độc tố botulinum vào bàng quang là một lựa chọn khác. Thông tiểu hoặc phẫu thuật thường không được khuyến khích. Một cuốn nhật ký để theo dõi các vấn đề có thể giúp xác định xem phương pháp điều trị có hiệu quả hay không.
Bàng quang hoạt động quá mức được ước tính xảy ra ở 7-27% nam giới và 9-43% phụ nữ. Nó trở nên phổ biến hơn khi tuổi tác tăng lên. Một số nghiên cứu cho thấy tình trạng này phổ biến hơn ở phụ nữ, đặc biệt là khi liên quan đến mất kiểm soát bàng quang. Chi phí kinh tế của chứng bàng quang hoạt động quá mức được ước tính ở Hoa Kỳ là 12,6 tỷ USD và 4,2 tỷ Euro vào năm 2000.